# Linia kolejowa Hrušovany nad Jevišovkou – Hevlín
Linia kolejowa Hrušovany nad Jevišovkou – Hevlín (Linia kolejowa nr 245 (Czechy)) – jednotorowa, regionalna i niezelektryfikowana linia kolejowa w Czechach. Łączy Hrušovany nad Jevišovkou i Hevlín. Przebiega przez terytorium kraju południowomorawskiego. W dniu 1 lipca 2010 szlak został zamknięty.